# ثيودور برينكمان
ثيودور برينكمان (بالألمانية: Theodor Brinkmann) (و. 1877 – 1951 م) هو أستاذ جامعي، من ألمانيا، ولد في مارل ألمانيا، توفي عن عمر يناهز 74 عاماً.

## مناصب وهيئات
أدار جامعة بون.